# Peurojärvi
Peurojärvi eller Peurajärvi är en sjö i Finland. Den ligger i kommunen Kuusamo i landskapet Norra Österbotten, i den nordöstra delen av landet, 600 km norr om huvudstaden Helsingfors. Peurajarvi ligger 237,9 meter över havet. Arean är 41 hektar och strandlinjen är 2,99 kilometer lång. Sjön  ingår i Kems huvudavrinningsområde. 